# جنات عدن
جنات عدْن - «جنة» وهي تعني حديقة غناء ومنها جنينة حيث أشجار الفاكهة والخضرة والماء العذب و«عدن» بمعنى الخلود ، فجنات عدن تعني جنات الخلود أو جنات الخُلد وبمعنى الحلاوة واللذة.
ورد ذكر جنات عدن في القرآن الكريم: «جَنَّاتُ عَدْنٍ تَجْرِي مِن تَحْتِهَا الْأَنْهَارُ خَالِدِينَ فِيهَا ۚ وَذَٰلِكَ جَزَاءُ مَن تَزَكَّىٰ، (سورة طه آية [76])»
ووفق الديانات الإسلامية واليهودية والمسيحية فالكتب المقدسة تشير إلى أنها مكان الخلق الأول حيث خلق الله آدم وحواء. وأكثر التعابير وضوحاً موجودة في العهد القديم، كما ورد ذكرها: «وَغَرَسَ الرَّبُّ الإِلهُ جَنَّةً فِي عَدْنٍ شَرْقًا، وَوَضَعَ هُنَاكَ آدَمَ الَّذِي جَبَلَهُ.* وَأَنْبَتَ الرَّبُّ الإِلهُ مِنَ الأَرْضِ كُلَّ شَجَرَةٍ شَهِيَّةٍ لِلنَّظَرِ وَجَيِّدَةٍ لِلأَكْلِ، وَشَجَرَةَ الْحَيَاةِ فِي وَسَطِ الْجَنَّةِ، وَشَجَرَةَ مَعْرِفَةِ الْخَيْرِ وَالشَّرِّ. (التكوين 8:2-9)».
وكلمة عدن تعني بجميع اللغات السامية، خاصة في العربية والآرامية والسريانية وكل من [العبرانية|العبرية] الكلاسيكية والحديثة والمعاصرة بما في ذلك الآكادية والحميرية، بالحلاوة أو الخلود أو الخُلد وذلك وفقا للنص القرآني في عدة مواضع بما في ذلك [سفر التكوين بداية من الإصحاح الثاني حتى الرابع]

## الموقع
أشار الدكتور جواد علي في كتابه «المفصل في تاريخ العرب قبل الإسلام» ج1 ص442 إلى أن هومل ذكر أن الفردوس الواردة في التوراة تقع في القسم الشرقي من جزيرة العرب بين «مجان» و«بيت نبسانو» التي هي جزيرة «دلمون» وقد حملت هذه التسمية بعض العلماء على التفكير في أن ما ورد عن جنة عدن في التوراة إنما أريد به هذه المنطقة التي تقع في القسم الشرقي من جزيرة العرب وعلى سواحل الخليج.
أيضا عند ذكر فيقصد بها الجنة في الدار الاخرة (وهي اسم لمجموع الجنان) وتذكر هذه الجنة كونها للمؤمن الذي يكافؤه الرب على طاعاته وعمله الصالح والتزامه بتعاليم دينه بجنات تكثر فيها النعم والمسرات. ولهذه الجنان أنواع ودرجات فهناك الوسيلة والفضيلة والدرجة العالية الرفيعة والفردوس

## في البحث عن
- كان علماء الآثار قد حددوا مراكز تمارس فيها طقوس عبادة الثعبان في العالم القديم وهي أرض سومر Sumaria (تقع في الجزء الجنوبي من العراق حالياً)، كان الدارس الفيكتوري جورج سميث أول من ترجم ملحمة جلجامش وفي عام 1875 أعلن عن أعظم اكتشافاته وهي إينوما أيليش Enuma Elish أي قصة بدء الخلق بحسب معتقدات السومريين والتي ترجع كتابتها إلى 2000 عام قبل الميلاد، يتحدث النص المحفور أن العالم خلق في 7 أيام وبأن العالم بدأ بحديقة (جنة) كما في النص التوراتي، وعلى عكس التوراة خلق العالم السومري بواسطة ربة لها شكل أفعى عملاقة تسمى تيامات Tiamat، فهل أخذ العبرانيون تلك الأسطورة السومرية جعلوها لهم؟ وهل تحولت فكرة تلك الآلهة الأفعى لتصبح غاوياً شيطانياً؟، في ذلك الخصوص يرى الدراسون للأديان القديمة أنه نسق مألوف في علم الأساطير (الميثولوجيا)، إذ غالباً ما تظهر عناصر مأخوذة عن أسطورة أقدم مجدداً في ديانات لاحقة، تعود أقدم الأجزاء معروفة من النصوص التوراتية التي أعيدت كتابتها إلى 1000 سنة قبل الميلاد وربما كانت تتضمن أساطير قديمة من الأرض التي أصبحت موطن إبراهيم الذي أتى منه نسل بني إسرائيل، ولكن هل هي مجرد مصادفة أن يحدد النص التوراتي موقع عند ملتقى منابع نهر الفرات ونهر دجلة ونهرين آخرين هما سيحون وجيحون في يومنا هذا يجري نهري الفرات ودجلة عبر أراضي تركيا وسوريا والعراق لكنهما لا ينبعان من نفس المكان كما أن نهري سيحون وجيحون غير متواجدان.
- ومع ذلك يعتقد جوريس زارين وهو عالم آثار أمريكي-لاتفي وبروفسور في جامعة ولاية ميسوري الأمريكية ومتخصص في الشرق الأوسط أنه توصل إلى حل اللغز، فقد كان سافر إلى شبه الجزيرة العربية في عام 1971 لإجراء بحث حول آثار الحضارات القديمة هناك فاكتشف بأن شبه الجزيرة والعربية لم تكن على الدوام صحراء قاحلة وإنما كانت تحوي على مياه وافرة جداً على عكس أيامنا هذه، وتشكلت الدلتا من نهري الفرات ودجلة بالقرب من مصبهما وتسمى دلتا وادي الباطن وهي نظام نهري مذهل وضخم يروي المنطقة الشمالية الغربية من شبه الجزيرة العربية ويمضي تدريحياً نحو المنطقة الشمالية الشرقية منها، وهذا أثار اهتمام الباحث زارين لدراسة المنطقة عن كثب.
- وأثناء البحث طلب زارين تزويده بصور جديدة التقطت من قمر لاندسات الصناعي، ولم يستطع زراين أن يلتقط أنفاسه لدى رؤيته للصور، فقد كشفت الصور عن ما بدا أنه آثار مستحاثية لنهرين أصبحا جافين الآن ويقعان في وقتنا الحاضر في كل من أراضي المملكة العربية السعودية وإيران، فهل هذا آثار ما ورد ذكره في النص التوراتي؟، يتحدث التوراة عن 4 أنهار تلتقي عند المنبع لكن زارين يعتقد أنها كانت تلتقي عند المصب في منطقة قريبة من نهري دجلة والفرات اللذان يصبان الآن في الخليج العربي. يقول زارين:«مع أنهما لا يلتقيان الآن إلا أنهما ألتقيا مرة في الماضي لما كان مستوى البحر منخفضاً وذلك في 6000 إلى 7000 سنة قبل الميلاد. لذلك أقترح أن موقع كان في المنطقة التي التقت بها الأنهار الأربعة».
- في 600 قبل الميلاد كان مستوى البحر أقل بمقدار 500 قدم (145 متراً) من مستواه الحالي وكان الخليج العربي وادياً ضحلاً مع أربعة أنهار تجري باتجاه البحر وتشكل نهراً واحداً يجري في هذا الوادي الخصيب الذي ربما كان الذي ورد في النص التوراتي، يطلق علماء الآثار على تلك الفترة اسم العصر الحجري الجديد Neolithic والتي شهدت استخدام الإنسان القديم للأدوات وهي تأتي في أواخر العصر الحجري وكان البشر في حينها يعتمدون على الصيد بشكل جماعات لكن أمراً ما تغير بشكل كبير وهو بداية معرفة الإنسان للزراعة التي تعود أول آثارها إلى 6000 سنة قبل الميلاد. وهو نفس الفترة التي كانت تحري فيها الأنهار الأربعة، وفقاً للنص التوراتي لم يكن بوسع آدم وحواء مجالاً للعودة إلى الجنة بسبب خطيئتهما، لكن العلم يقترح سبباً ملموساً أكثر وموجود أيضاً في التوراة وهو حدوث فيضان كارثي في المنطقة، ففي حوالي 7800 قبل الميلاد انتهى العصر الجليدي وأصبح الجليد يتكسر ويبدأ بالذوبان بسبب حالة الدفء، ويتحول الجليد إلى ماء والماء يصب في البحر، تدفق الماء يزيد من مستوى البحر.
- يقول زارين:«في معظم المناطق يستغرق ارتفاع منسوب البحر سنوات لكنه سيحدث فجأة في واد محاط بالسلاسل الجبلية كما هو الحال في الخليج العربي، ارتفاع منسوب المياه سيؤدي إلى تدفقها من الممرات الجبلية وتسقط كالشلال العظيم في الوادي الخصيب مدمرة كل شيء في طريقها، إن الأدلة الجيولوجية على حدوث تلك الكارثة موجودة ليس فقط في الخليج العربي بل أيضاً في البحر الأسود في تركيا فهناك أيضاً أخرى من حقبة العصر الحجري الجديد Neolithic كما حدث مع طوفان نوح، سجلت ذاكرة البشر ذلك الفيضان الكارثي من خلال التاريخ الشفوي ليصبح بعدها جزءاً من القصة السومرية عن الطوفان الكبير في ملحمة جلجامش الأسطورية أو أسطورة أتلانتس المفقود (الأرض الغارقة) في الميثولوجيا الإغريقية».